# Shepenupet I
| G14 | N36 | N37 · p · Z9 | F13 |

| G14 | N36 | N37 · p · Z9 | F13 |

| i | mn · n | G17 | W9 | F34 |

| i | mn · n | G17 | W9 | F34 |

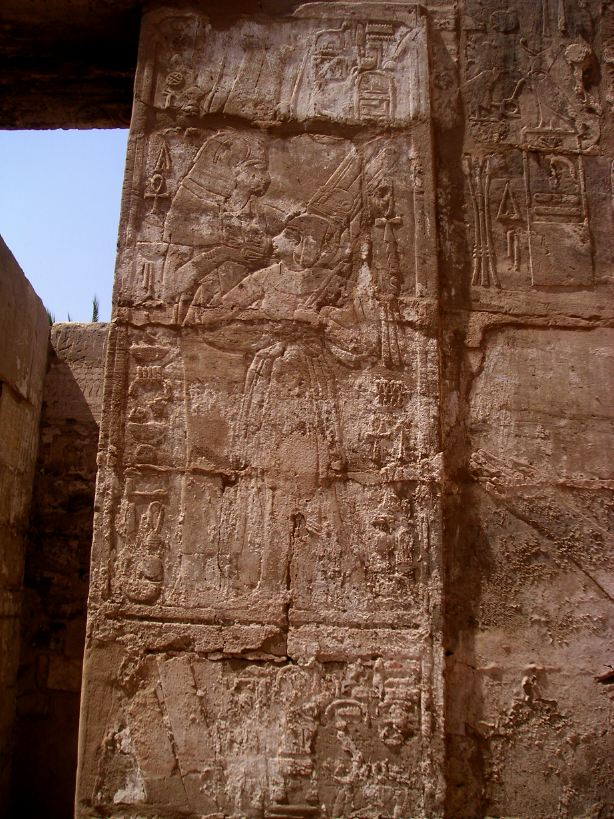
Shepenupet I representada en Karnak.

Shepenupet I (nombre de trono: Jenemetibamon) fue una antigua sacerdotisa egipcia durante la dinastía XXIII. Fue la primera esposa del dios "hereditaria" (sucediendo a Karomama Meritmut I o a Kedmerut) o Divina Adoratriz de Amón en ejercer el poder político en Tebas y su región circundante. 
Fue también la primera en asumir la titulatura real completa con sus nombres en dos cartuchos (su prenomen: Jenemetibamon significa "la que se une en el corazón de Amón"), y aunque sus sucesoras siguieron su ejemplo, ella fue la única que también llevaba los títulos reales de "Señor de las Dos Tierras" y "Señor de las Apariciones", y también, la única cuyo nombre de trono hace referencia a Amón y no a su esposa Mut.
Era hija del faraón Osorcón III y de la reina Karoatyet (también conocida como Karaotet), y era medio hermana de Takelot III y de Rudamón. Fue esposa del dios durante todo el reinado de su padre. Cuando Kashta, un monarca kushita de la dinastía XXV, extendió su influencia a la zona de Tebas, se vio forzada a adoptar a su hija, Amenirdis I como su sucesora y nombrarla su heredera, cuando ya reinaba su hermano Pianji. A partir de entonces, las predecesoras adoptarían el título de Madre de la "sucesora", en este caso, "Madre de Amenirdis". En el Uadi Gasus, junto al mar Rojo, están representadas juntas, lo que indica una corregencia y un poder más allá de lo que era Tebas y sus alrededores.
Se sabe que sobrevivió hasta el reinado de Shabitko puesto que se ha encontrado su imagen en una sección de un muro del Templo J en Karnak, que fue decorado durante este rey nubio que fue el tercero de la dinastía XXV.

| Predecesora: Karomama Meritmut I | Esposa del dios Amón c. 754 a. C. – 714 a. C. | Sucesora: Amenardis I |

| Predecesora: - | Divina Adoratriz de Amón c. 754 a. C. – 714 a. C. | Sucesora: Amenardis I |